# Miriam Batten
Miriam Batten (Dartford, 4 de noviembre de 1964) es una deportista británica que compitió en remo. Su hermana Guin compitió en el mismo deporte.
Participó en tres Juegos Olímpicos de Verano, obteniendo una medalla de plata en Sídney 2000, en la prueba de cuatro scull, el quinto lugar en Barcelona 1992 (dos sin timonel) y el séptimo en Atlanta 1996 (ocho con timonel).
Ganó tres medallas en el Campeonato Mundial de Remo entre los años 1991 y 1998.

## Palmarés internacional
| Juegos Olímpicos   | Juegos Olímpicos       | Juegos Olímpicos  | Juegos Olímpicos |
| Año                | Lugar                  | Medalla           | Prueba           |
| ------------------ | ---------------------- | ----------------- | ---------------- |
| 2000               | Sídney (Australia)     | Medalla de plata  | Cuatro scull     |
| Campeonato Mundial |                        |                   |                  |
| Año                | Lugar                  | Medalla           | Prueba           |
| 1991               | Viena (Austria)        | Medalla de bronce | Dos sin timonel  |
| 1997               | Aiguebelette (Francia) | Medalla de plata  | Doble scull      |
| 1998               | Colonia (Alemania)     | Medalla de oro    | Doble scull      |